# 아탈란타 BC
아탈란타 베르가마스카 칼초(Atalanta Bergamasca Calcio S.p.A.), 일반적으로 아탈란타, 아탈란타 베르가모, 축약형으로는 아탈란타 BC는 롬바르디아주 베르가모에 위치한 이탈리아의 축구 클럽이다.
아탈란타는 네라주리와 오로비치라는 별칭이 있다. 그들은 파란색과 검은색이 수직 줄무늬가 있는 셔츠와 검은색바지, 검은색 양말을 입고 경기를 한다.
클럽 홈 경기장은 수용인원 24,950명인 게비스 스타디움이다. 이탈리아에서, 아탈란타는 때때로 레지나 델레 프로빈찰리(Regina delle provinciali/ 주(州)의 여왕 클럽)이라고도 불린다. 그 이유는 아탈란타는 역사적으로 비(非)대도시권 클럽중 최고 중 하나로 뽑히기 때문이다.
2010-11 시즌에, 아탈란타는 세리에 A로 승격하였다. 아탈란타는 세리에 B에 있던 시절 1988년 컵 위너스 컵 준결승에 진출한적이 있다. 아탈란타의 그 당시 준결승 진출은 여전히 UEFA가 주최하는 대회에서 비 1부리그 클럽이 세운 최고의 기록이다(카디프 시티와 함께).

## 역사
아탈란타는 1907년에 설립되었다. 1904년 이후 이래로 베르가모에는 축구클럽이 존재했었고, 이 클럽은 부유한 스위스의 이주민들에 의해 설립됐으며, FC 베르가모라고 알려져 있다. 이미 베르가모가 존재하자, 아탈란타는 베르가모라는 이름을 쓰는 대신 그리스 신화에 나오는 여성 운동선수에서 이름을 따 지었다. FIGC는 신생 클럽에 별 다른 반응이 없었고 1914년까지 정식 등록을 시켜주지 않았다. 현재의 클럽은 아탈란타와 ‘베르가마스카’라는 축구 클럽간의 합병으로 생겨난 결과물이다. 두 팀은 1924년에 아탈란타 베르가마스카 디 지나스티카 에 세케르마(Atalanta Bergamasca di Ginnastica e Scherma)라는 이름으로 합병하였다. 이 팀은 현재지역인 비알레 줄리오 체사레(Viale Giulio Cesare)로 1928년에 옮겼다.
아탈란타는 1929년 이탈리아 리그에 참가한다. 그들의 첫 세리에 A 무대 대뷔는 1937년에 하게 되었으나, 즉시 강등되었다. 1940년에 세리에 A로 돌아오고 1959년까지 잔류한다. 세리에 B에서 1년을 보낸 후, 승격을 하였고 1973년에 강등이 될 때까지 좀더 세리에에 있었다.
아탈란타는 1948년에 가장 높은 순위인 5위를 기록했다. 1981년에 클럽은 세리에 C1으로 떨어졌지만, 그 강등이 새로운 활력소를 불어 넣어주었다. 아탈란타는 한 시즌 만에 세리에 B로 돌아왔고 1984년에는 세리에 A로 승격하였다. 세리에 A에서 아탈란타의 위치는 불안정하여서 1987년, 1994년, 1998년, 2003년, 2005년, 2010년에 세리에 A에서 강등을 당하였다. 클럽의 소유권이 바뀐 후인, 2011년에 즉시 줄 곧 있었던 세리에 A로 돌아왔다.
클럽의 우승 타이틀에 관해선 적었으며, 그들의 유일한 트로피는 1963년 코파 이탈리아에서 우승하여 얻은 것이다. 이들은 유럽클럽대항전에서도 몇 번 좋은 모습을 보였다.
웨일스 클럽 메르시르 터드빌은 1987-88 UEFA 컵 위너스컵에서 아탈란타와의 1차전 경기를 홈경기장 페니다렌 파크에서 2-1로 무찔렀다. 베르가모에서 열리는 2차전 경기에서 아탈란타가 2:0으로 승리하였고, 준결승전까지 진출하나 우승 팀이였던 벨기에의 메헬렌에 패하였다. 하지만 대회 역사에서 자국리그에서 최상위 리그에 있지 않은 팀이 준결승전까지 올라간 것은 그때를 포함하여 오직 두 번뿐이었다. 재미있게도 아탈란타를 제외한 다른 한 팀은 메르시르 터드빌의 이웃팀인 카디프 시티다.

## 명성
수 년간, 아탈란타는 리그에서 자랑할 만한 유스 정책을 통해 선수들을 공급하는 팀으로 명성을 알리고 있다. 그리고 아탈란타 유스 출신 일부는 빅클럽으로 이적을 하기도 했다. 또한 아탈란타는 많은 선수들의 경력을 시작시키도 한다. 다만 공동 소유로 인하여 오거나 이곳으로 오기 전 이미 다른 곳에서 육성된 출신들이다. 지금은 선수 생활이 정지당한 크리스티아노 도니와 안드레아 콘실리, 마시모 도나티, 파브리치오 페론, 마우리치오 간츠, 세르조 플로카리, 필리포 인자기, 파올로 몬테로, 세르조 포리니, 알레시오 타키나르디, 그리고 크리스티안 비에리 모두 헤르만 데니스와 잔루이지 렌티니 같이 아탈란타로 임대를 와 선수 경력을 다시 시작하여, 아탈란타에서 뛰는 동안 주목받은 이들이다.
클럽 유스의 결정체는 잔파올로 벨리니라고 할 수 있다. 이 수비수는 팀의 유스 시스템을 통해 성장했으며, 1999년 4월 11일 세리에 B에서 첫 1군 무대 데뷔를 하였고 클럽에 줄곧 있으며 붙박이 선수로 활동했다.

## 선수단

### 현재 선수 명단
2024년 8월 30일 기준
참고: FIFA 자격 규정에 따라 소속된 국가대표팀 국기를 표시합니다. 선수는 복수의 FIFA 비회원국 국적을 가지고 있을 수 있습니다.
| 번호 | 포지션 | 국적         | 이름                                     |
| ---- | ------ | ------------ | ---------------------------------------- |
| 2    | DF     |              | 하파엘 톨로이 (주장)                     |
| 3    | DF     | 코트디부아르 | 오딜롱 코수누 (바이어 레버쿠젠에서 임대) |
| 4    | DF     |              | 이삭 히엔                                |
| 5    | DF     | 잉글랜드     | 벤 고드프리                              |
| 6    | MF     | 가나         | 이브라힘 술레마나                        |
| 7    | MF     | 콜롬비아     | 후안 콰드라도                            |
| 8    | MF     | 크로아티아   | 마리오 파샬리치                          |
| 9    | FW     |              | 잔루카 스카마카                          |
| 10   | MF     |              | 니콜로 차니올로 (갈라타사라이에서 임대)  |
| 11   | FW     | 나이지리아   | 아데몰라 루크먼                          |
| 13   | MF     |              | 에데르송                                 |
| 15   | MF     |              | 마르턴 더 론 (부주장)                    |
| 16   | DF     |              | 라울 벨라노바                            |

| 번호 | 포지션 | 국적                  | 이름                                      |
| ---- | ------ | --------------------- | ----------------------------------------- |
| 17   | FW     |                       | 샤를 드 케텔라에                          |
| 19   | DF     | 알바니아              | 베라트 짐시티                             |
| 22   | DF     |                       | 마테오 루게리                             |
| 23   | DF     | 보스니아 헤르체고비나 | 세아드 콜라시나츠                         |
| 24   | MF     | 세르비아              | 라자르 사마르지치 (우디네세에서 임대)     |
| 28   | GK     | 포르투갈              | 후이 파트리시우                           |
| 29   | GK     |                       | 마르코 카르네세키                         |
| 31   | GK     |                       | 프란체스코 로시                           |
| 32   | FW     |                       | 마테오 레테기                             |
| 42   | DF     |                       | 조르조 스칼비니                           |
| 44   | MF     |                       | 마르코 브레시아니니 (프로시노네에서 임대) |
| 77   | MF     |                       | 다비데 차파코스타                         |

### 임대 선수 명단
참고: FIFA 자격 규정에 따라 소속된 국가대표팀 국기를 표시합니다. 선수는 복수의 FIFA 비회원국 국적을 가지고 있을 수 있습니다.
| 번호 | 포지션 | 국적 | 이름                                   |
| ---- | ------ | ---- | -------------------------------------- |
| —    | GK     |      | 피에를루이지 골리니 (제노아로 임대)    |
| —    | GK     |      | 후안 무소 (아틀레티코 마드리드로 임대) |
| —    | GK     |      | 자코포 사시 (모데나로 임대)            |
| —    | GK     |      | 파올로 비스마라 (삼프도리아로 임대)    |
| —    | DF     |      | 미첼 바커 (릴로 임대)                  |
| —    | DF     |      | 조반니 본판티 (피사로 임대)            |
| —    | DF     |      | 톰마소 카발리 (프로 파트리아로 임대)   |
| —    | DF     |      | 조르조 치타디니 (프로시노네로 임대)    |
| —    | DF     |      | 알레시오 게리니 (크로토네로 임대)      |
| —    | DF     |      | 이아코포 레고네시 (레나테로 임대)      |
| —    | DF     |      | 다니엘레 솔치아 (줄리아노로 임대)      |
| —    | MF     |      | 미셸 아도포 (칼리아리로 임대)          |
| —    | MF     |      | 마테오 콜롬보 (피아네세로 임대)        |
| —    | MF     |      | 자코포 다 리바 (포자로 임대)           |

| 번호 | 포지션 | 국적   | 이름                                   |
| ---- | ------ | ------ | -------------------------------------- |
| —    | MF     |        | 사무엘 조바네 (카라레세로 임대)        |
| —    | MF     |        | 레오나르도 멘디치노 (체세나로 임대)    |
| —    | MF     |        | 안드레아 올리베리 (바리로 임대)        |
| —    | MF     |        | 페데리코 추콘 (유베 스타비아로 임대)   |
| —    | FW     |        | 크리스티안 카포네 (비첸차로 임대)      |
| —    | FW     | 기니   | 무스타파 시세 (장크트갈렌으로 임대)    |
| —    | FW     |        | 시렌 디아오 (그라나다로 임대)          |
| —    | FW     |        | 알레산드로 팔레니 (피아네세로 임대)    |
| —    | FW     | 카메룬 | 조나탕 이탈렝 (폰테데라로 임대)        |
| —    | FW     |        | 시모네 마초키 (코센차로 임대)          |
| —    | FW     |        | 로베르토 피콜리 (칼리아리로 임대)      |
| —    | FW     |        | 알레시오 로사 (폴고레 카라테세로 임대) |
| —    | FW     | 말리   | 엘 빌랄 투레 (VfB 슈투트가르트로 임대) |

### 영구 결번 번호
12 – 12번째 선수로 여겨지는 서포터 '쿠르바 피사니'를 위한 결번

14 – 요절한 페데리코 피사니 선수를 추모하는 결번.

80 – 기자이며 라디오 중계 해설저였던 엘리오 코르바니의 팔순 생일날에 결번.

## 역대 감독
다음은 세리에 A가 생겨난 1929-30부터 오늘날까지의 아탈란타의 감독 목록이다.
| 이름                                  | 국적                                                                    | 연도    |
| ------------------------------------- | ----------------------------------------------------------------------- | ------- |
| 체사레 로바티                         | [[파일:{{{국기그림-1861}}}\|22x20px\|border \|이탈리아\|링크=이탈리아]] | 1923–27 |
| 임레 퍼예르                           | 헝가리                                                                  | 1927–29 |
| 엔리코 티라바시                       | [[파일:{{{국기그림-1861}}}\|22x20px\|border \|이탈리아\|링크=이탈리아]] | 1928–29 |
| 루이지 체베니니                       | [[파일:{{{국기그림-1861}}}\|22x20px\|border \|이탈리아\|링크=이탈리아]] | 1929–30 |
| 요제프 비올러                         | 헝가리                                                                  | 1930–33 |
| 임레 퍼예르                           | 헝가리                                                                  | 1933    |
| 안젤로 마테아                         | [[파일:{{{국기그림-1861}}}\|22x20px\|border \|이탈리아\|링크=이탈리아]] | 1933–35 |
| 임레 퍼예르                           | 헝가리                                                                  | 1935–36 |
| 오타비오 바르비에리                   | [[파일:{{{국기그림-1861}}}\|22x20px\|border \|이탈리아\|링크=이탈리아]] | 1936–38 |
| 게저 케르테스                         | 헝가리                                                                  | 1938–39 |
| 이보 피오렌티니                       | [[파일:{{{국기그림-1861}}}\|22x20px\|border \|이탈리아\|링크=이탈리아]] | 1939–41 |
| 야노시 네허도머                       | 헝가리                                                                  | 1941–46 |
| 주세페 메아차                         | [[파일:{{{국기그림-1861}}}\|22x20px\|border \|이탈리아\|링크=이탈리아]] | 1946    |
| 루이스 몬티                           | [[파일:{{{국기그림-1861}}}\|22x20px\|border \|이탈리아\|링크=이탈리아]] | 1946    |
| 이보 피오렌티니                       | 이탈리아                                                                | 1946–49 |
| 알베르토 치테리오 카를로 카르카노     | 이탈리아 · 이탈리아                                                     | 1949    |
| 조반니 바르글리엔                     | 이탈리아                                                                | 1949–51 |
| 데니스 찰스 네빌                      | 잉글랜드                                                                | 1951–52 |
| 카를로 체레솔리                       | 이탈리아                                                                | 1952    |
| 루이지 페레로                         | 이탈리아                                                                | 1952–54 |
| 프란체스코 시모네티 을루이지 텐토리오 | 이탈리아 · 이탈리아                                                     | 1954    |
| 루이지 보니초니                       | 이탈리아                                                                | 1954–57 |

| 이름                         | 국적       | 연도    |
| ---------------------------- | ---------- | ------- |
| 카를로 리고티                | 이탈리아   | 1957–58 |
| 주세페 보노미                | 이탈리아   | 1958    |
| 카를 아다메크                | 오스트리아 | 1958–59 |
| 페루초 발카레지              | 이탈리아   | 1959–62 |
| 파올로 타바넬리              | 이탈리아   | 1962–63 |
| 카를로 알베르토 콰리오       | 이탈리아   | 1963–64 |
| 카를로 체레솔리              | 이탈리아   | 1964    |
| 엑토르 푸리세이              | 우루과이   | 1965–66 |
| 스테파노 안젤레리            | 이탈리아   | 1966–67 |
| 파올로 타바넬리              | 이탈리아   | 1967–68 |
| 스테파노 안젤레리            | 이탈리아   | 1968–69 |
| 실바노 모로                  | 이탈리아   | 1969    |
| 카를로 체레솔리              | 이탈리아   | 1969    |
| 코라도 비차니                | 이탈리아   | 1969–70 |
| 레나토 제이                  | 이탈리아   | 1970    |
| 바티스타 로타                | 이탈리아   | 1970    |
| 줄리오 코르시니              | 이탈리아   | 1970–74 |
| 에리베르토 에레라 우드리사르 | 파라과이   | 1974–75 |
| 안젤로 피촐리                | 이탈리아   | 1975    |
| 잔카를로 카데                | 이탈리아   | 1975–76 |
| 잔프란코 레온치니            | 이탈리아   | 1976    |
| 바티스타 로타                | 이탈리아   | 1976–80 |
| 브루노 볼키                  | 이탈리아   | 1980–81 |

| 이름                              | 국적     | 연도      |
| --------------------------------- | -------- | --------- |
| 줄리오 코르시니                   | 이탈리아 | 1981      |
| 오타비오 비안키                   | 이탈리아 | 1981–83   |
| 네도 소네티                       | 이탈리아 | 1983–87   |
| 에밀리아노 몬도니코               | 이탈리아 | 1987–90   |
| 피에를루이지 프로시오             | 이탈리아 | 1990–91   |
| 브루노 조르지                     | 이탈리아 | 1991–92   |
| 마르첼로 리피                     | 이탈리아 | 1992–93   |
| 프란체스코 구이돌린               | 이탈리아 | 1993–93   |
| 안드레아 발디노치 체사레 프란델리 | 이탈리아 | 1993–94   |
| 에밀리아노 몬도니코               | 이탈리아 | 1994–98   |
| 보르톨로 무티                     | 이탈리아 | 1998–99   |
| 조반니 바바소리                   | 이탈리아 | 1999–2002 |
| 잔카를로 피나르디                 | 이탈리아 | 2002–2003 |
| 안드레아 만도를리니               | 이탈리아 | 2003–05   |
| 델리오 로시                       | 이탈리아 | 2004–2005 |
| 스테파노 콜란투오노               | 이탈리아 | 2005–2007 |
| 루이지 델네리                     | 이탈리아 | 2007–2009 |
| 안젤로 그레구치                   | 이탈리아 | 2009      |
| 안토니오 콘테                     | 이탈리아 | 2009–2010 |
| 발테르 보나치나 (대행)            | 이탈리아 | 2010      |
| 보르톨로 무티                     | 이탈리아 | 2010      |
| 스테파노 콜란투오노               | 이탈리아 | 2010–2015 |
| 에도아르도 레야                   | 이탈리아 | 2015–2016 |
| 잔 피에로 가스페리니              | 이탈리아 | 2016–     |

## 우승 경력

### 국내
- 코파 이탈리아
  - 우승 1962–63
- 세리에 B
  - 우승 1927–28, 1939–40, 1958–59, 1983–84, 2005–06, 2010–11
- 세리에 C1
  - 북부 우승 1981–82

### 유럽
- UEFA 유로파리그
  - 우승: 2023-24

## 서포터
아탈란타의 서포터는 현지 팬들 위주로 여겨지고 있다. 아탈란타의 홈경기장 스타디오 아틀레티 아추리 디탈리아에서 아탈란타가 경기를 치를 때, 서포터들은 쿠르바 노르드 (북쪽 커브)에서 경기 내내 응원가를 부르며 팀을 격려한다.
팀의 라이벌은 이웃팀인 브레시아이며, 이외에도 베로나, 제노아, 피오렌티나, 라치오, 로마, 나폴리, 밀란, 인테르, 토리노와도 라이벌 관계이다. 반면에 테르나나와는 오랜기간 우호 관계를 유지하고 있으며 해외 클럽으로는 아인트라흐트 프랑크푸르트, FC 바커 인스브루크와 우호 관계이다.
특별한 일이 있을 때, 아탈란타 서포터들은 쿠르바 노르드 좌석을 다 덮을 수 있는반디에루(Bandierù) 라고 불리는 커다란 검은색과 흰색 깃발을 전시한다.